# When the Cat's Away (film, 1911)
When the Cat's Away est un film muet américain réalisé par Thomas H. Ince et sorti en 1911.

## Synopsis
Lorsque Parker doit déménager pour un autre travail, les concierges décident de sous-louer l'appartement pour gagner un peu plus d'argent…

## Fiche technique
- Réalisation : Thomas H. Ince
- Production : Carl Laemmle
- Durée : 6 minutes
- Date de sortie : États-Unis : 9 février 1911

## Distribution
- Mary Pickford : Dorothy
- Charles Arling : Parker